# Numb (Linkin Park)
Numb è un singolo del gruppo musicale statunitense Linkin Park, pubblicato l'8 settembre 2003 come terzo estratto dal secondo album in studio Meteora.

## Descrizione
Traccia conclusiva dell'album, Numb è stata realizzata con abbondante uso di sintetizzatore, tastiera e drum machine, a cui si aggiungono a tratti minori i riff di chitarra e basso. Il brano è prevalentemente cantato da Chester Bennington, mentre Mike Shinoda rappa soltanto la frase «caught in the undertow, just caught in the undertow» nel pre-ritornello.
Nel 2023 Shinoda ha rivelato che il brano, all'epoca della scelta delle tracce atte a comporre la lista tracce finale di Meteora, era in lizza con l'allora inedito Lost in quanto condividevano «lo stesso tipo di emozione ed energia» (oltre alla struttura musicale) ma alla fine prevalse Numb in quanto ritenuto migliore nel complesso.

## Promozione
Numb è stato commercializzato nel solo formato CD ma in due versioni differenti, distinguibili per il colore della copertina (bianca nella prima versione e azzurra nella seconda) e per la lista tracce.
Negli anni successivi ha ottenuto popolarità a livello mondiale, risultando il brano più noto dei Linkin Park insieme al singolo In the End del 2001. Nel marzo 2022 ha raggiunto la soglia del miliardo di stream riprodotti su Spotify.

## Video musicale
Il video, diretto dal DJ della band Joe Hahn e girato tra Praga e Los Angeles, mostra scene di una ragazza (l'attrice Briana Evigan) isolata da tutti perché cerca di essere se stessa e non quello che vogliono gli altri.
Nel 2023, in occasione del ventennale di Meteora, il video è stato rimasterizzato in 4K.

## Remix e cover
- Numb venne reinterpretata dalla cantante britannica Jamelia.
- Nel 2004 i Linkin Park realizzarono un mash-up di Numb con il brano del rapper Jay-Z Encore, intitolato Numb/Encore e inserito nell'EP Collision Course. Questo brano è stato inoltre premiato nel 2006 con un Grammy Award alla miglior collaborazione con un artista rap.

## Tracce
CD promozionale (Europa, Regno Unito, Stati Uniti)
1. Numb – 3:07

CD+DVD promozionale (Stati Uniti)
- CD

1. Numb (Album Version) – 3:07

- DVD

1. Numb (Video) – 3:07

CD (Australia)
1. Numb – 3:06
2. From the Inside (Live) – 2:55
3. Easier to Run (Live) – 3:22

CD (Europa)
1. Numb – 3:06
2. From the Inside (Live) – 2:55

CD (Regno Unito – parte 1)
1. Numb – 3:06
2. From the Inside (Live) – 2:55
3. Numb (Video) – 3:06

CD (Regno Unito – parte 2)
1. Numb – 3:06
2. Easier to Run (Live) – 3:22
3. Faint (Video) – 2:44

## Formazione
Hanno partecipato alle registrazioni, secondo le note di copertina di Meteora:
Gruppo
- Chester Bennington – voce
- Rob Bourdon – batteria, cori
- Brad Delson – chitarra, cori
- Phoenix – basso, cori
- Joseph Hahn – giradischi, campionatore, cori
- Mike Shinoda – rapping, voce, campionatore

Produzione
- Don Gilmore – produzione
- Linkin Park – produzione
- John Ewing Jr. – ingegneria del suono
- Fox Phelps – assistenza tecnica
- Andy Wallace – missaggio
- Brian "Big Bass" Gardner – mastering, montaggio digitale

## Classifiche

### Classifiche settimanali
| Classifica (2003-24)             | Posizione massima |
| -------------------------------- | ----------------- |
| Australia                        | 10                |
| Austria                          | 8                 |
| Belgio (Fiandre)                 | 48                |
| Belgio (Vallonia)                | 31                |
| Canada                           | 27                |
| Francia                          | 9                 |
| Germania                         | 13                |
| Grecia                           | 35                |
| Irlanda                          | 16                |
| Italia                           | 18                |
| Lussemburgo                      | 5                 |
| Nuova Zelanda                    | 13                |
| Paesi Bassi                      | 75                |
| Panama                           | 121               |
| Polonia                          | 76                |
| Portogallo                       | 22                |
| Regno Unito                      | 14                |
| Regno Unito (rock & metal)       | 2                 |
| Spagna                           | 98                |
| Stati Uniti                      | 11                |
| Stati Uniti (adult top 40)       | 31                |
| Stati Uniti (alternative)        | 1                 |
| Stati Uniti (mainstream rock)    | 1                 |
| Stati Uniti (rock & alternative) | 2                 |
| Svezia                           | 23                |
| Svizzera                         | 5                 |
| Ungheria                         | 8                 |

### Classifiche di fine anno
| Classifica (2024) | Posizione |
| ----------------- | --------- |
| Portogallo        | 102       |

## Date di pubblicazione
| Paese                 | Data di pubblicazione | Formato | Note          |
| --------------------- | --------------------- | ------- | ------------- |
| Europa                | 8 settembre 2003      | CD      | [ 14 ] [ 15 ] |
| Stati Uniti d'America | 29 settembre 2003     | Airplay | [ 33 ]        |